# Marja-Liisa Kirvesniemi
Marja-Liisa Kirvesniemi geb. Hämäläinen (* 10. September 1955 in Simpele) ist eine ehemalige finnische Skilangläuferin. Sie ist mit Harri Kirvesniemi verheiratet.

## Karriere
Bei den Olympischen Spielen 1984 in Sarajevo gewann sie alle drei Goldmedaillen in den Einzeldisziplinen, über 5 km, über 10 km und über 20 km. Dazu belegte sie mit der finnischen Staffel den dritten Platz. Im selben Jahr wurde sie zu Europas Sportlerin des Jahres gekürt. Die Bronzemedaille in der Staffel gewann sie auch 1988 in Calgary. Zwei weitere olympische Medaillen gewann sie 1994 in Lillehammer, wo sie sowohl über 5 km als auch über 30 km jeweils den dritten Platz belegte.
Auch bei Weltmeisterschaften war sie sehr erfolgreich. Ihren ersten Titel gewann sie 1978 in Lahti mit der finnischen Staffel. 1985 errang sie die Silbermedaille über 10 km. Über diese Strecke wurde sie dann 1989 Weltmeisterin. Im gleichen Jahr wurde sie außerdem Weltmeisterin in der Staffel über 4 × 5 km sowie Vizeweltmeisterin über 15 km. Weitere Silbermedaillen konnte sie bei den Weltmeisterschaften 1991 im 5-km-Rennen und 1993 im 15-km-Rennen gewinnen.
Marja-Liisa Kirvesniemi gehört zu den wenigen Sportlerinnen und Sportlern, die an sechs Olympischen Winterspielen teilgenommen haben. 1989 wurde sie mit der Holmenkollen-Medaille geehrt (ihr Ehemann erhielt diese neun Jahre später).

## Erfolge

### Olympische Winterspiele
- 1984 in Sarajevo: Gold über 5 km, Gold über 10 km, Gold über 20 km, Bronze mit der Staffel
- 1988 in Calgary: Bronze mit der Staffel
- 1994 in Lillehammer: Bronze über 5 km, Bronze über 30 km

### Weltmeisterschaften
- 1978 in Lahti: Gold mit der Staffel
- 1985 in Seefeld: Silber über 5 km, Silber über 10 km
- 1989 in Lahti: Gold über 10 km, Gold mit der Staffel, Silber über 15 km
- 1991 im Val di Fiemme: Silber über 5 km
- 1993 in Falun: Silber über 15 km

### Weltcupsiege im Einzel
| Nr. | Datum             | Ort           | Disziplin                         |
| --- | ----------------- | ------------- | --------------------------------- |
| 1.  | 5. März 1983      | Lahti         | 5 km Individualstart              |
| 2.  | 20. März 1983     | Anchorage     | 10 km Individualstart             |
| 3.  | 27. März 1983     | Labrador City | 10 km Individualstart             |
| 4.  | 17. Dezember 1983 | Autrans       | 10 km Individualstart             |
| 5.  | 9. Februar 1984   | Sarajevo      | 20 km klassisch Individualstart 1 |
| 6.  | 12. Februar 1984  | Sarajevo      | 5 km Freistil Individualstart 1   |
| 7.  | 18. Februar 1984  | Sarajevo      | 10 km klassisch Individualstart 1 |
| 8.  | 19. Dezember 1987 | Reit im Winkl | 5 km Freistil Individualstart     |
| 9.  | 7. Februar 1989   | Lahti         | 10 km klassisch Individualstart 2 |
| 10. | 4. März 1989      | Oslo          | 10/10 km Verfolgung               |
| 11. | 7. März 1992      | Funäsdalen    | 5 km klassisch Individualstart    |

### Weltcup-Gesamtplatzierungen
| Saison  | Platz | Punkte |
| ------- | ----- | ------ |
| 1981/82 | 18.   | 36     |
| 1982/83 | 1.    | 144    |
| 1983/84 | 1.    | 134    |
| 1984/85 | 10.   | 80     |
| 1985/86 | -     | -      |
| 1986/87 | -     | -      |
| 1987/88 | 3.    | 82     |
| 1988/89 | 6.    | 87     |
| 1989/90 | -     | -      |
| 1990/91 | 17.   | 24     |
| 1991/92 | 10.   | 50     |
| 1992/93 | 8.    | 286    |
| 1993/94 | 10.   | 264    |